# پژو ۳۰۹

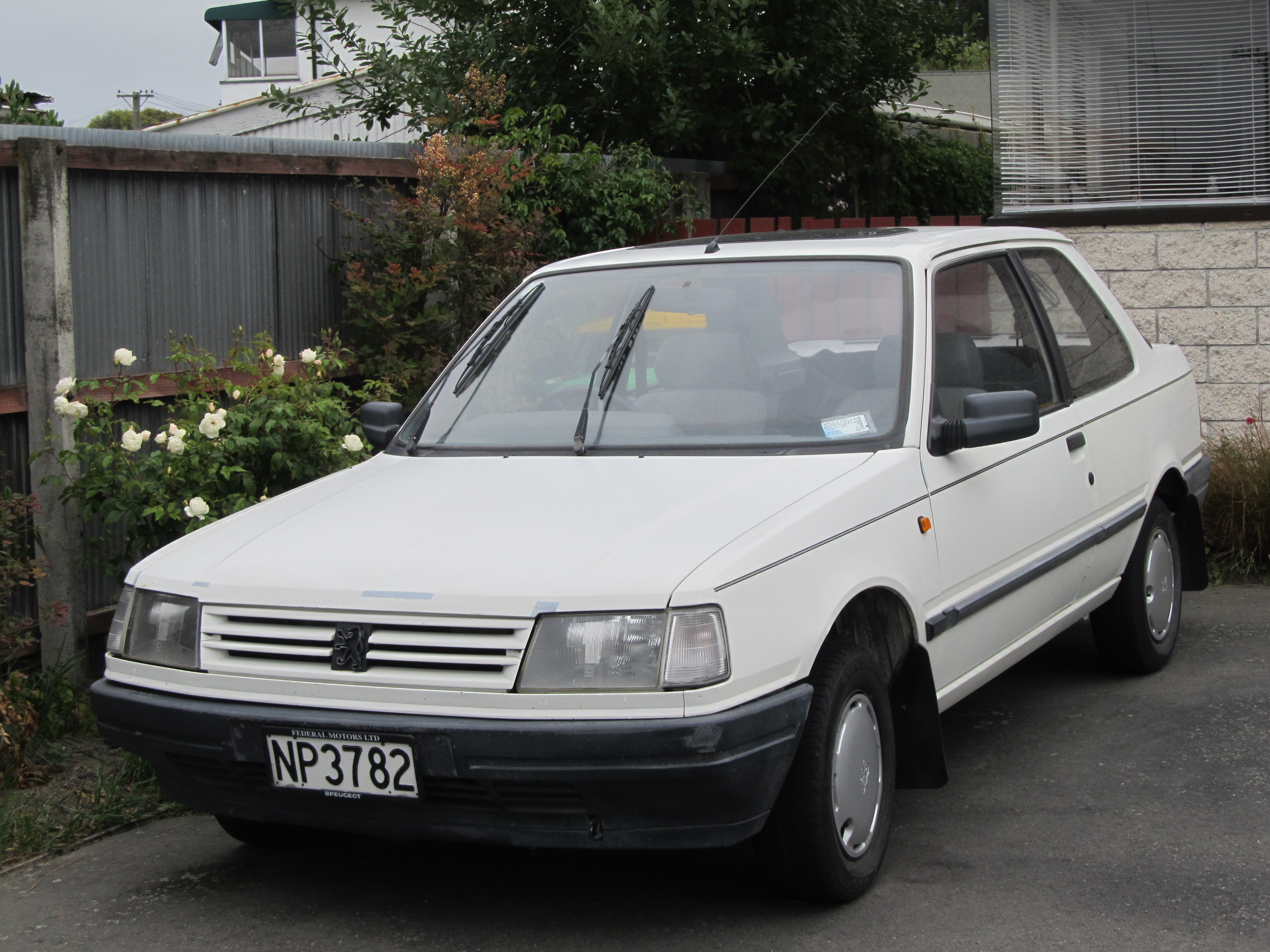

پژو ۳۰۹ (Peugeot ۳۰۹) خودرویی است که در سال‌های ۱۹۸۵—۱۹۹۳تولید شده‌است.
این خودرو در کلاس خودرو کامپکت قرار گرفته، طراحی آن خودروهای موتور جلو-محور جلو بوده طول آن در حالت طبیعی ۴٬۰۵۰ میلیمتر (۱۵۹ اینچ) و عرض آن در حالت طبیعی ۱٬۶۲۸ میلیمتر (۶۴٫۱ اینچ) و ارتفاع آن در حالت طبیعی ۱٬۳۸۰ میلیمتر (۵۴ اینچ) است. سیستم جعبه‌دندهٔ آن ۳ دنده به صورت خودکار و ۵ دنده دستی است.